# تک‌کرانچ
تِک‌کرانچ (به انگلیسی: TechCrunch)، وب‌گاهی است که در زمینه خبررسانی، تجزیه و تحلیل فناوری‌ها فعالیت می‌کند. این وب سایت توسط مایکل ارینگتون در سال ۲۰۰۵ تأسیس شد و برای اولین بار در تاریخ ۱۱ ژوئن ۲۰۰۵ منتشر شد.
رتبه اول در رده اطلاعات / فناوری داراست.

## هک شدن وبگاه
وب‌گاه اروپایی تک کرانچ در سپتامبر ۲۰۱۰ به دست ارتش سایبری ایران هک شد و مراجعه‌کنندگان به این سایت پس از ورود به یک سرور مخرب هدایت می‌شدند که این سرور با بررسی رایانه‌های کاربران، درصدد شناخت نقاط ضعف احتمالی و نفوذ و نصب برنامه‌های مخرب بر روی آنها می‌نموده‌است.